# نووترویفکا (شهرستان اوفیمسکی، باشقیرستان)
نووترویفکا (انگلیسی: Novotroyevka, Ufimsky District, Republic of Bashkortostan) یک شهرک در شهرستان اوفیمسکی استان باشقیرستان کشور روسیه است.